# Masshysteri
Masshysteri, även kallat masspsykos, innebär att en grupp människor låter sig påverkas av propaganda eller på annat sätt ett budskap vars syfte är att få dessa människor att ryckas med i en viss riktning och agera på ett visst sätt. Orden psykos och hysteri till trots, är människorna för övrigt psykiskt friska. Sådan form av masshysteri förekom inom nationalsocialistiska partiet i Tyskland under Adolf Hitler och Pol Pots Kambodja. Masshysteri kan även förekomma i form av kollektiva konversionssyndrom där en grupp människor plötsligt får märkliga fysiska symtom. Detta kallas masspsykogen sjukdom.

## Funktion
Att en människomassa kan betraktas som en psykologisk enhet, ett slags kollektiv personlighet, är en uppfattning som är allmänt erkänd av psykologer, vilka skildrat de massrörelser, masshysteri, betingade av skräck, hänförelse eller extas, som plötsligt, under vissa yttre inflytelser, kan gripa tusentals människor på samma sätt, som motsvarande känslor griper individen.
Nyckeln till förståelsen av masshysterier, antingen de uppenbarar sig som psykiska epidemier, präglade av religiös fanatism, eller som folkrörelser av politisk eller krigisk natur (krigspsykoser), skänker oss studiet av massan som kollektiv personlighet.
Beträffande masspsykoser som yttrar sig i kollektiva sjukdomssymtom (masspsykogen sjukdom), startar sådana massrörelser med att en individ, som ofta lever under stress, hysteriskt uppvisar tecken på sjukdom (tecken som kan vara föranledda av den höjda inre spänningen). Personer som dessa tecken visas upp för börjar då tycka sig ha samma symtom. Sedan kan förloppet ta sig mer ångestladdade uttryck eller uppträda med motoriska beteenden. Exempel på masspsykogen sjukdom är fall där grupper av människor trott sig vara förgiftade.

## Historia
En av de viktigaste formerna av masshysteri är krigshysterin, och man har sett hur denna under världskrigen förblindade människors uppfattning och tillintetgjorde såväl känsla som sunt omdöme, ett otvetydigt belägg för riktigheten av antagandet om suggestionens massverkan. 
Forna tider, särskilt medeltiden, har uppvisat otaliga fall av masshysteri. Till detta fenomen hörde exempelvis sådana folkrörelser som tarantismen i Italien och S:t Veitsdansen i Tyskland. Föregångna av musikanter, dansade de utmattade och förryckta människorna i hundra- och tusental genom byar och städer, hemsökta av krig, pest och andra olyckor. De flesta, som såg dessa hoppande och vilt gestikulerande personers dans och underliga rytmiska åthävor, rycktes med och slöt sig till den förvirrade massan, oförmögna att motstå suggestionens makt. Så dansade tusen och åter tusen, tills de, halvdöda av ansträngning omhändertogs.
Andra yttringar av masshysteri anknyter mera otvetydigt till vissa kulturperioders vidskeplighet och religiösa övertro. Hit hör de föreställningar om "djävulens regemente" och "färder till Blåkulla", som på häxeriprocessernas tid utgjorde det allmänna samtalsämnet. Inte minst i Sverige nådde den skräck som därvid infekterade massorna, en sådan höjd, att barn och vuxna greps av besatthet och trodde sig av häxorna föras till Blåkulla. Masshysteri i form av besatthet var alltifrån medeltiden och långt in i senare tid en vanlig form av andlig smitta, för vilken människor i alla länder, och kanske särskilt i de katolska, varit utsatta. 
Dylika besatthetsepidemier grasserade på 1600-talet i en mängd nunnekloster i Frankrike, och oftast var kvinnornas anfäktelse starkt sexuellt färgad. Naturligt nog blev vid ett par tillfällen yngre prästmän med fördelaktigt utseende utpekade som upphov till djävulsanfäktelsen och fick plikta med livet för det intryck de gjort på sina systrar.